# سیارک ۱۶۵۶۱۲
سیارک ۱۶۵۶۱۲ (به انگلیسی: 165612 Stackpole، نامگذاری:2001FP86) صد و شصت و پنج هزار و ششصد و دوازدهمین سیارک کشف شده‌است که در ۲۳ مارس ۲۰۰۱ کشف شد.